# Wolfgang Mitschke

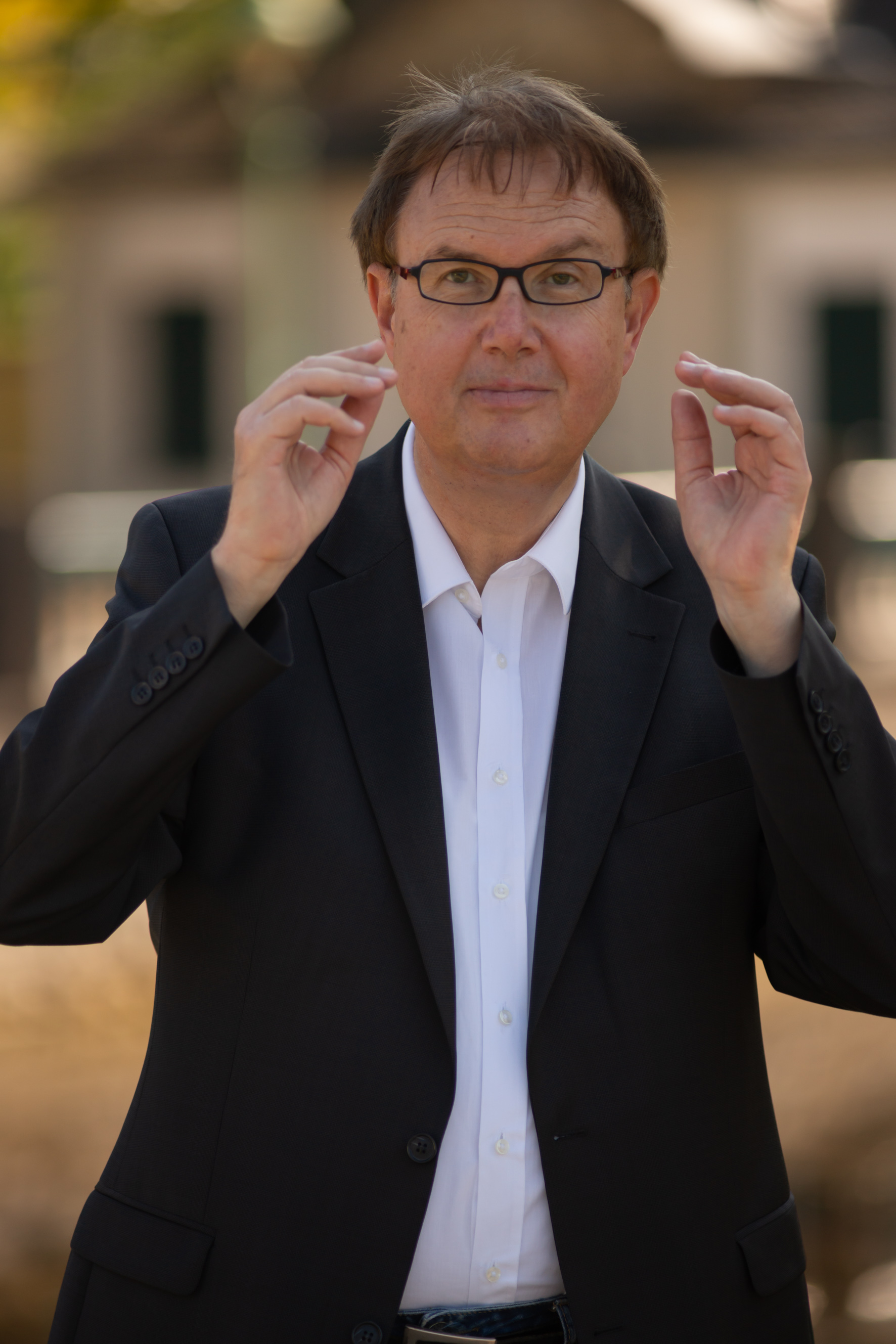
Wolfgang Mitschke (2019)

Wolfgang Mitschke (* 7. März 1957 in Lindau (Bodensee)) ist ein deutscher Jazzmusiker (Schlagzeug, auch Keyboards) und Komponist. Seine bevorzugte Stilrichtung liegt zwischen Smooth Jazz, Fusion und Bebop.

## Künstlerischer Werdegang
Mitschke machte sein Abitur 1976 am Bodensee-Gymnasium in Lindau.
Nachdem er zunächst an der Universität Konstanz Jura studiert und 1982 in Stuttgart die Große Juristische Staatsprüfung erfolgreich absolviert hatte, nahm er Ende der 70er bis Anfang der 80er Jahre professionellen Privatunterricht für Schlagzeug an der Musikhochschule Saarbrücken bei Ronald Lück, Schlagzeuger am Saarländischen Rundfunk-Symphonieorchester. Zu seinen musikalischen Vorbildern gehören vor allem die Schlagzeuger Jack DeJohnette, Victor Lewis, Billy Hart und Dennis Chambers sowie  stilistisch  durchaus sehr unterschiedliche Pianisten wie Oscar Peterson, Russell Ferrante, Tom Schuman, Joe Sample, Fritz Pauer und Bill Sharpe. Durch Konzerte (z. B. in der bekannten Montagsreihe der Bonner Bundeskunsthalle oder in den Kölner Clubs Herbrands und  Melody) und durch weitere Clubauftritte sowie Rundfunkaufnahmen mit verschiedenen Jazzformationen konnte sich Wolfgang Mitschke in Baden-Württemberg
und in Nordrhein-Westfalen als Jazz-Schlagzeuger einen Namen machen.
Er spielte als Schlagzeuger u. a. mit dem Sänger und Schlagzeuger Grady Tate, den Trompetern Patrick Rickman und Hans-Peter Salentin, den Querflötisten Michael Heupel und Chris Weinheimer, den Gitarristen Paul Shigihara  und Bruno Müller, den Pianisten Florian Ross, Hubert Nuss, Christoph Adams und Walerie Kühl, den Saxophonisten Nicolas Simion, Matthias Erlewein und Wolfgang Fuhr sowie den Bassisten Christian Ramond, André Nendza, Martin Gjakonovski und Henning Gailing.
Außer als Schlagzeuger arbeitet Mitschke seit langem auch mit dem Keyboard, dessen Ausdrucksmöglichkeiten er sich nach anfänglichem Einzelunterricht im Wesentlichen autodidaktisch erschlossen hat. Im Jahre 2005 kam seine bisher erfolgreichste, dem Smooth-Jazz-Genre zuzurechnende CD-Produktion Night over Berlin heraus, die er zusammen mit dem Bonner Saxophonisten Jürgen Dietz bei dem Label Skip Records einspielte. Einzelne Titel dieses Albums schafften auch die Aufnahme in diverse Pop-Sampler, so etwa im Jahre 2006 in den Pop-Sampler Die 12 coolsten Songs des Jahres . Ein weiteres Jazz-Album Midnight Moods, wieder gemeinsam mit Jürgen Dietz eingespielt und erneut dem Smooth-Jazz-Genre zuzurechnen, erschien 2008 gleichfalls bei Skip Records.
2019 wechselte Wolfgang Mitschke dann zu der Plattenfirma Naxos Records; Anfang Juni 2020 erschien auf diesem Label sein Album The Berlin Nightbirds. Diese CD, mit der neben Eigenkompositionen überwiegend Songs des Great American Songbook neu und eigenständig präsentiert werden, liegt ganz in der Tradition des klassischen Jazz-Pianos. Unterstützt durch einfache Samples entstand hingegen sein Album My Romance, auf dem Rock- und Popnummern „als autofahrttaugliche Hintergrundmusiken neu eingespielt wurden“.

## Diskographische Hinweise
- Latin in New York (TMK 2003)[3]
- Mitschke & Dietz: Night Over Berlin (Skip 2005)
- Mitschke & Dietz: Midnight Moods (Skip 2008)[4]
- Berlin Nightbirds (Naxos 2020)
- My Romance (Naxos 2022, mit Jürgen Dietz)